# 21 Jump Street (televisieserie)
21 Jump Street is een Amerikaanse politieserie van FOX die oorspronkelijk werd uitgezonden van 12 april 1987 tot 27 april 1991. In totaal werden er 103 afleveringen van gemaakt, elk van 44 minuten. De serie werd ontwikkeld en geproduceerd in de studio van Stephen J. Cannell Productions en werd uitgezonden door Fox Broadcasting Company. Volgens sommige bronnen was het besluit van Johnny Depp om de serie te verlaten de voornaamste reden dat het programma ophield te bestaan. Een ander vrouwenidool destijds, Richard Grieco, kwam in het tweede seizoen bij de cast als Dennis Booker, maar verliet die halverwege het vierde jaar ook voor een eigen serie, spin-off Booker.

## Uitgangspunt
Een groep jonge agenten kan door hun jonge uiterlijk undercover werken, om zo criminele jongeren aan te pakken. Zoals bij de meeste tienerseries uit eind jaren tachtig en begin jaren negentig, werden problemen aangekaart als drugs, racisme, homofobie, aids, alcohol en overspel. Elk probleem werd opgelost voor het eind van de één uur durende aflevering, met daarbij een wijze les over wat dergelijke activiteiten kunnen veroorzaken. Sommige afleveringen werden direct na de originele eerste uitzending gevolgd door Postbus 51-achtige spotjes met daarin acteurs uit de serie.

## Rolverdeling
- Johnny Depp als Officer Thomas Hanson
- Holly Robinson als Det. Judy Hoffs
- Dustin Nguyen als Officer Harry Ioki
- Peter DeLuise als Officer Doug Penhall
- Frederic Forrest als Captain Richard Jenko
- Steven Williams als Captain Adam Fuller
- Richard Grieco als Officer Dennis Booker
- Michael DeLuise als Officer Joey Penhall
- Sal Jenco als Sal "Blowfish" Banducci
- Michael Bendetti als Officer Anthony "Mac" McCann

Andere bekende en minder bekende acteurs speelden gastrollen in 21 Jump Street. Hieronder waren Sherilyn Fenn, Jason Priestley, Josh Brolin, David Paymer, Brad Pitt, Christina Applegate, Eric West, Vince Vaughn, Pauly Shore, Blair Underwood, John Waters, Shannen Doherty, Rosie Perez, Kareem Abdul-Jabbar en Thomas Haden Church.
De serie maakte vooral van Depp een tieneridool. Deze status irriteerde hem, maar hij kon pas aan het eind van het vierde seizoen onder zijn contractuele verplichtingen uit. Captain Jenko, gespeeld door Frederic Forrest, verliet de serie na de vijfde aflevering van seizoen 1. Creatieve meningsverschillen waren de voornaamste reden van zijn vertrek. Dit vertrek werd uitgevoerd door hem in aflevering 6 het slachtoffer te laten zijn van een merkwaardig ongeval. Omdat hij echter regelmatig zijn teksten improviseerde, hebben de schrijvers serieus overwogen om zijn personage in zijn keel geschoten te laten worden. Hij zou dan een langzame pijnlijke dood zijn gestorven, waarbij hij een hele aflevering lang niet had kunnen spreken.

## Dvd
Tussen oktober 2004 en maart 2006 werden alle jaargangen van de serie op dvd uitgebracht. De dvd-reeks kreeg kritiek omdat een deel van de originele soundtrack werd vervangen door andere muziek. De originele muziek werd juist gebruikt om de behandelde thema's kracht bij te zetten en daarom als belangrijk onderdeel van de serie gezien.

| Seizoen # | dvd uitgebracht  | informatie |
| --------- | ---------------- | ---------- |
| 1         | 26 oktober 2004  |            |
| 2         | 8 maart 2005     |            |
| 3         | 6 september 2005 |            |
| 4         | 1 november 2005  |            |
| 5         | 21 maart 2006    |            |

## Nederland
In Nederland werd 21 Jump Street van 3 maart 1990 tot 2 januari 1992 uitgezonden op RTL-Véronique. RTL 5 nam de serie over en zond deze uit van 4 oktober 1993 tot 25 juli 1994. Vervolgens was de serie te zien op SBS6 van 27 november 1995 tot 30 augustus 1996 en van 1 tot en met 30 juni 1997. De laatste uitzendingen van de serie waren tussen 10 juni 1999 en 1 mei 2000 op Net5.